# Queermuseu

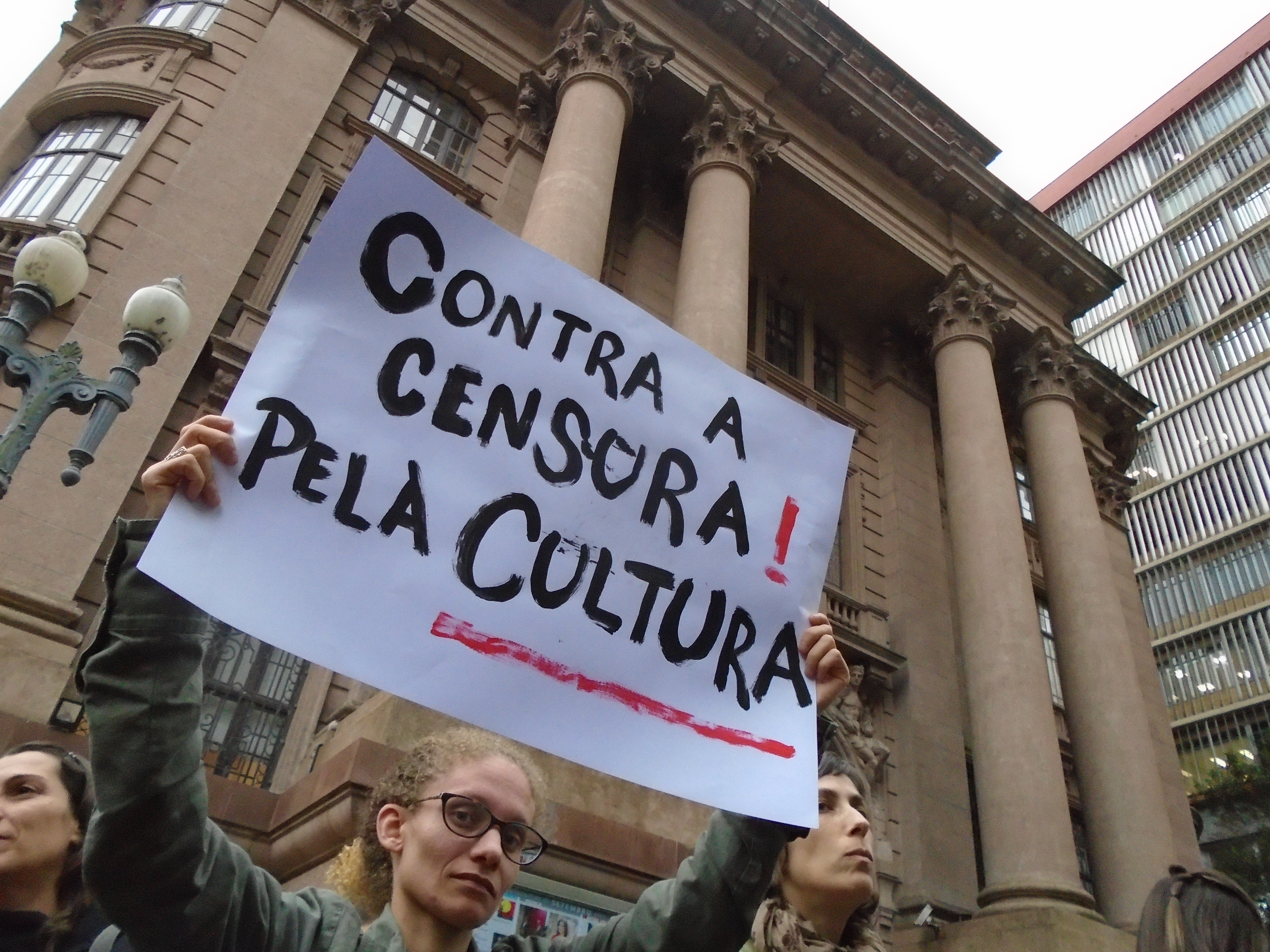
Manifestante protesta contra o fechamento da exposição defronte ao prédio do Santander Cultural.

Queermuseu — Cartografias da diferença na arte brasileira foi uma exposição artística brasileira apresentada no Santander Cultural, na cidade de Porto Alegre. A exposição gerou polêmica devido a inúmeras acusações de apologia à pedofilia, à zoofilia e ao vilipêndio religioso. Propagadas em redes sociais principalmente pelo Movimento Brasil Livre, essas acusações eram parte de um pânico moral sobre a educação infantil. Por causa de toda polêmica envolvida nessa exposição, qualquer exposição que trabalhasse com temas relacionadas à família, sexualidade, religião etc poderia sofrer a mesma ação de grupos conservadores. O temor levou expositores a colocarem classificação indicativa nas exposições, mesmo a legislação não contemplando isso, como foi o caso da exposição sobre Farnese de Andrade que ocorreu em Curitiba no mesmo contexto da Queermuseu.
O Santander reagiu às críticas e pressões dos segmentos religiosos e conservadores e cancelou a exposição. Isso gerou ainda mais críticas, desta vez em prol da liberdade de expressão e do fazer artístico.
Depois de uma campanha de financiamento coletivo, em 2018 a exposição foi reinaugurada no Parque Lage, no Rio de Janeiro. O curador da Queermuseu, Gaudêncio Fidelis, relatou que a reinauguração foi visitada por mais de dez mil pessoas. Ele ressaltou que recebeu inúmeras ameaças de morte por causa da exposição.

## Contexto
A exposição gerou grande debate nas redes sociais. O evento foi aberto no dia 15 de agosto e seguiria até o dia 8 de outubro, contando com 270 obras que abordavam as "questões de gênero e diferença", mas foi cancelada no dia 10 de setembro. 
Grupos cristãos, especialmente católicos, junto com o Movimento Brasil Livre e o deputado Marcel van Hattem, alegaram que havia imagens que desrespeitavam símbolos religiosos católicos, e imagens associadas à pornografia, à pedofilia e à zoofilia. Segundo esses grupos, foram expostas imagens de hóstias com inscrições dos nomes de órgãos sexuais, além de imagens de pessoas penetrando e masturbando animais. Ainda segundo essas alegações, uma imagem do Sagrado Coração de Jesus foi associada à homossexualidade. As acusações de pedofilia se basearam em imagens de crianças retratadas de forma travestida e sensualizada, segundo as alegações. Um outro argumento utilizado pelos acusadores da exposição foi a falta de classificação etária, que permitiu o acesso de menores de idade à exposição. O uso de recursos públicos na exposição promovida por um banco privado também foi criticado. Como resultado, aconteceram muitas manifestações contrárias desses grupos nas páginas oficiais da Queermuseu nas redes sociais. Essas manifestações pediam o fechamento da exposição e até mesmo o encerramento de contas dos clientes do Santander, o banco que promoveu o evento. Agências do banco chegaram a ser vandalizadas por críticos da mostra.

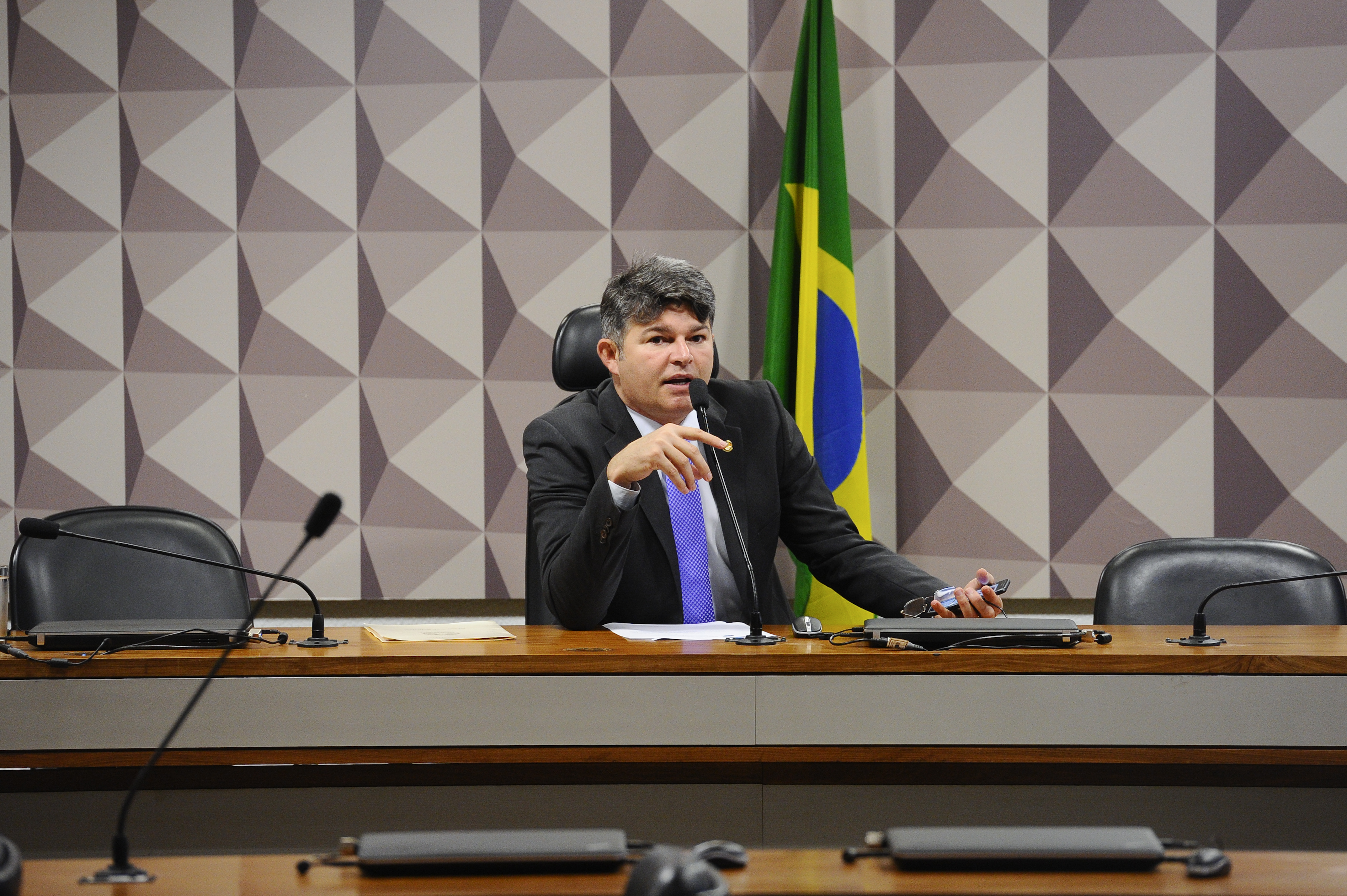
Audiência interativa para ouvir depoimentos referentes à exposição "Queermuseu" é adiada. À mesa, relator da CPIMT, senador José Medeiros (Pode-MT)

A Arquidiocese de Porto Alegre divulgou uma nota, na qual “manifesta a sua estranheza diante da promoção da exposição realizada junto ao Santander Cultural, na capital gaúcha, que utiliza de forma desrespeitosa símbolos, elementos e imagens, caricaturando a fé católica e a concepção de moral que enleva o corpo humano e a sexualidade como dom de Deus”. A nota ressaltou que se tem "assistido ataques discriminatórios à cultura judaico-cristã que contribuiu na formação cultural do ocidente" e afirmou que "eliminar as dificuldades jamais pode significar desrespeitar o outro e suas crenças".
Diante dessas ocorrências o Santander decidiu encerrar a exposição no dia 10 de setembro. O banco lançou uma nota pedindo desculpas e afirmando que "ouvimos as manifestações e entendemos que algumas das obras da exposição Queermuseu desrespeitavam símbolos, crenças e pessoas, o que não está em linha com a nossa visão de mundo". O curador da exposição, Gaudêncio Fidélis, disse que não foi comunicado antes do anúncio do encerramento antecipado da exposição e que soube do assunto pela rede social Facebook. ONGs de defesa da diversidade sexual afirmaram ter a intenção de promover um ato de protesto, em frente ao Santander Cultural, além de emitirem uma nota de repúdio ao cancelamento da exposição.
Para explicar as acusações à Queermuseu, Gaudêncio Fidelis foi convocado coercitivamente a depor no Senado Federal pelo senador Magno Malta (PR-ES), presidente da Comissão Parlamentar de Inquérito dos Maus-tratos Infantis. No depoimento, Fidélis desqualificou qualquer relação da CPI com a exposição e afirmou que as acusações de pedofilia, zoofilia e vilipêndio eram difamatórias por que selecionavam apenas cinco das 263 obras que compunham a exposição. Gaudêncio ressaltou que as acusações retiraram as obras de seu contextos artístico e distorceram seus sentidos originais. O relator da CPI, senador José Medeiros (Pode-MT), apresentou uma das obras usadas nas acusações contra a exposição, perguntando se a mesma fazia parte da Queermuseu. Gaudêncio confirmou não fazer parte e destacou que aquela e inúmeras obras artísticas que não participaram da exposição foram usadas na difamação da Queermuseu. Ele explicou que a distorção do conceito da obra de Lygia Clark, O eu e o tu, foi iniciada durante uma entrevista em Porto Alegre, quando acusações de pedofilia foram feitas por uma coordenadora do MBL e causaram profundo constrangimento ao filho da artista em uma atitude descrita como próxima do fascismo pela jornalista Maria Flor, da Revista Fórum e também por Pablo Villaça, crítico de cinema.

## Lista de artistas
Artistas com obras na mostra Queermuseu na Escola de Artes Visuais do Parque Lage no Rio de Janeiro
- Adriana Varejão
- Alair Gomes
- Alan Amorim
- Alex Cerveny
- Alfredo Volpi
- Almandrade
- Ana Flores
- Ana Norogrando
- André Petry
- Angelina Agostini
- Antônio Augusto Bueno
- Antônio Caringi
- Antonio Obá
- Armando Queiroz
- AVAF [ASSUME VIVID ASTRO FOCUS]
- Beatriz Dagnese
- Bia Leite
- Cândido Portinari
- Célio Braga
- Christus Nóbrega
- Cibele Vieira
- Cibelle Cavalli Bastos
- Cintia Ribas
- Clovis Graciano
- Constance Pinheiro
- Danillo Villa
- Deyson Gilbert
- Didonet Thomaz
- Dudi Maia Rosa
- Edgard De Souza
- Eduardo Cruz
- Efigênia Rolim
- Efrain Almeida
- Erika Verzutti
- Fabio Del Re
- Felipe Scandelari
- Fernando Baril
- Fernando Bini
- Flávio Cerqueira
- Flávio De Carvalho
- Gilberto Perin
- Gilda Vogt
- Guignard
- Guttmann Bicho
- Hudinilson Jr
- João Faria Vianna
- José Antônio Da Silva
- Juliana Burigo
- Kika Costa
- Leonilson
- Luiz Fernando Borges da Fonseca
- Luiz Henrique Schwanke
- Lygia Clark
- Marcos Chaves
- Mário Röhnelt
- Maurício Bentes
- Maurício Ianês
- Milton Kurtz
- Montez Magno
- Nelson Boeira Faedrich
- Nino Cais
- Odires Mlászho
- Otto Sulzbach
- Paloma Bosquê
- Paulo Osir
- Pedro Américo
- Roberto Cidade
- Roberto Winter
- Rodolpho Parigi
- Rogério Nazari
- Romanita Disconzi
- Sandra Cinto
- Sandro Ka
- Sidney Amaral
- Silvia Giordani
- Suzana Lobo
- Telmo Lanes
- Téti Waldraff
- Thiago Martins De Melo
- Tony Camargo
- Willian Santos
- Yuri Firmeza

## Obras
Uma das obras da exposição, da artista Adriana Varejão, foi acusada de apologia à zoofilia ao retratar duas figuras masculinas indistintas com uma cabra; Adriana Varejão ressalta que "busca jogar luz sobre coisas que muitas vezes existem escondidas" e que Cena do Interior II é "uma obra adulta feita para adultos".
Esta é uma obra adulta feita para adultos. A pintura é uma compilação de práticas sexuais existentes, algumas históricas (como as shungas, clássicas imagens eróticas da arte popular japonesa) e outras baseadas em narrativas literárias ou coletadas em viagens pelo Brasil. O trabalho não visa julgar essas práticas. Como artista, apenas busco jogar luz sobre coisas que muitas vezes existem escondidas. É um aspecto do meu trabalho, a reflexão adulta.— Adriana Varejão

## Legado
Após a polêmica do cancelamento da exposição, o Santander Cultural, em acordo com o Ministério Público, pagou uma multa no valor de R$ 420 mil. Metade desse valor foi destinado para o edital "Eu Sou Cultura", focado em projetos destinados aos direitos humanos. Dentre eles, a Associação Chico Lisboa lançou a "Mostra Fora da Margem: Panorama Subjetividades Queer" em 2021, uma mostra com artistas LGBTQIA+ em resposta ao fechamento do queermuseu.
O valor da multa também foi destinado para financiar a Parada Livre de Porto Alegre nos três anos que se seguiram.